# Simulium adelaideae
Simulium adelaideae es una especie de insecto del género Simulium, familia Simuliidae, orden Diptera.
Fue descrita científicamente por Craig en 2004.